# Empress Ki
 (mai 2024).
La mise en forme du texte ne suit pas les recommandations de Wikipédia : il faut le « wikifier ».
Les points d'amélioration suivants sont les cas les plus fréquents. Le détail des points à revoir est peut-être précisé sur la page de discussion.
- Les titres sont pré-formatés par le logiciel. Ils ne sont ni en capitales, ni en gras.
- Le texte ne doit pas être écrit en capitales (les noms de famille non plus), ni en gras, ni en italique, ni en « petit »…
- Le gras n'est utilisé que pour surligner le titre de l'article dans l'introduction, une seule fois.
- L'italique est rarement utilisé : mots en langue étrangère, titres d'œuvres, noms de bateaux, etc.
- Les citations ne sont pas en italique mais en corps de texte normal. Elles sont entourées par des guillemets français : « et ».
- Les listes à puces sont à éviter, des paragraphes rédigés étant largement préférés. Les tableaux sont à réserver à la présentation de données structurées (résultats, etc.).
- Les appels de note de bas de page (petits chiffres en exposant, introduits par l'outil «  Source ») sont à placer entre la fin de phrase et le point final[comme ça].
- Les liens internes (vers d'autres articles de Wikipédia) sont à choisir avec parcimonie. Créez des liens vers des articles approfondissant le sujet. Les termes génériques sans rapport avec le sujet sont à éviter, ainsi que les répétitions de liens vers un même terme.
- Les liens externes sont à placer uniquement dans une section « Liens externes », à la fin de l'article. Ces liens sont à choisir avec parcimonie suivant les règles définies. Si un lien sert de source à l'article, son insertion dans le texte est à faire par les notes de bas de page.
- La présentation des références doit suivre les conventions bibliographiques. Il est recommandé d'utiliser les modèles {{Ouvrage}}, {{Chapitre}}, {{Article}}, {{Lien web}} et/ou {{Bibliographie}}. Le mode d'édition visuel peut mettre en forme automatiquement les références.
- Insérer une infobox (cadre d'informations à droite) n'est pas obligatoire pour parachever la mise en page.

Pour une aide détaillée, merci de consulter Aide:Wikification.
Si vous pensez que ces points ont été résolus, vous pouvez retirer ce bandeau et améliorer la mise en forme d'un autre article.
Production
Diffusion
Empress Ki est une série historique dramatique sud coréenne sortie en 2013 et 2014.
Basée sur de vrais personnages historiques, cette romance est filmée principalement aux studios Hengdian(Hengdian World Studios).
Les 51 épisodes de la série ont été diffusés du 28 octobre 2013 au 29 avril 2014 sur la chaine MBC.
En France, la série est disponible sur Netflix.

## Synopsis
Une femme de Goryeo (Corée Actuelle) envoyée en tribut à l'empire Yuan parvient à s'échapper, survit habillée en homme, rencontre le roi de Corée puis le futur empereur togoontomor. Patriote, elle soutient et aime le roi de Corée, mais les évènements la contraindront à rentrer au palais impérial, et contre vents et marées, à devenir l'impératrice Qi.

## Casting
Acteurs principaux
- Ha Ji-won : Ki Seung-Nyang / Ki Nyang / future impératrice QI
- Ji Chang-Wook : Empereur togoontomor / Ta Hwan
- Joo Jin-Mo : Roi Chunghye of Goryeo / Wang Yoo
- Baek Jin-Hee : Danashiri / Première impératrice, fille du Grand Conseiller Yeon Chul

## Récompenses obtenues
- 9e édition internationale des prix de drama de Séoul : Meilleure série dramatique[4].
- Prix MBC 2013 pour les dramas : Ha Ji-Won (3 prix, actrice de l'année, prix de popularité, prix PD)[5],[6], Ji Chang-Wook (Prix d'excellence pour une série spéciale)[5], Joo Ji-Mo (prix d'excellence pour un acteur dans une série spéciale)[5], Baek Jin-Hee (meilleure nouvelle actrice)[5], Jang Jeon-Chul et Jeong Gyeong-Soon (meilleurs écrivains)[5].
- 50e Baeksang Art awards 2014 : Baek Jin-Hee (meilleure nouvelle actrice)[7].